# Paracantha
Paracantha es un género de moscas de la fruta de la familia Tephritidae.

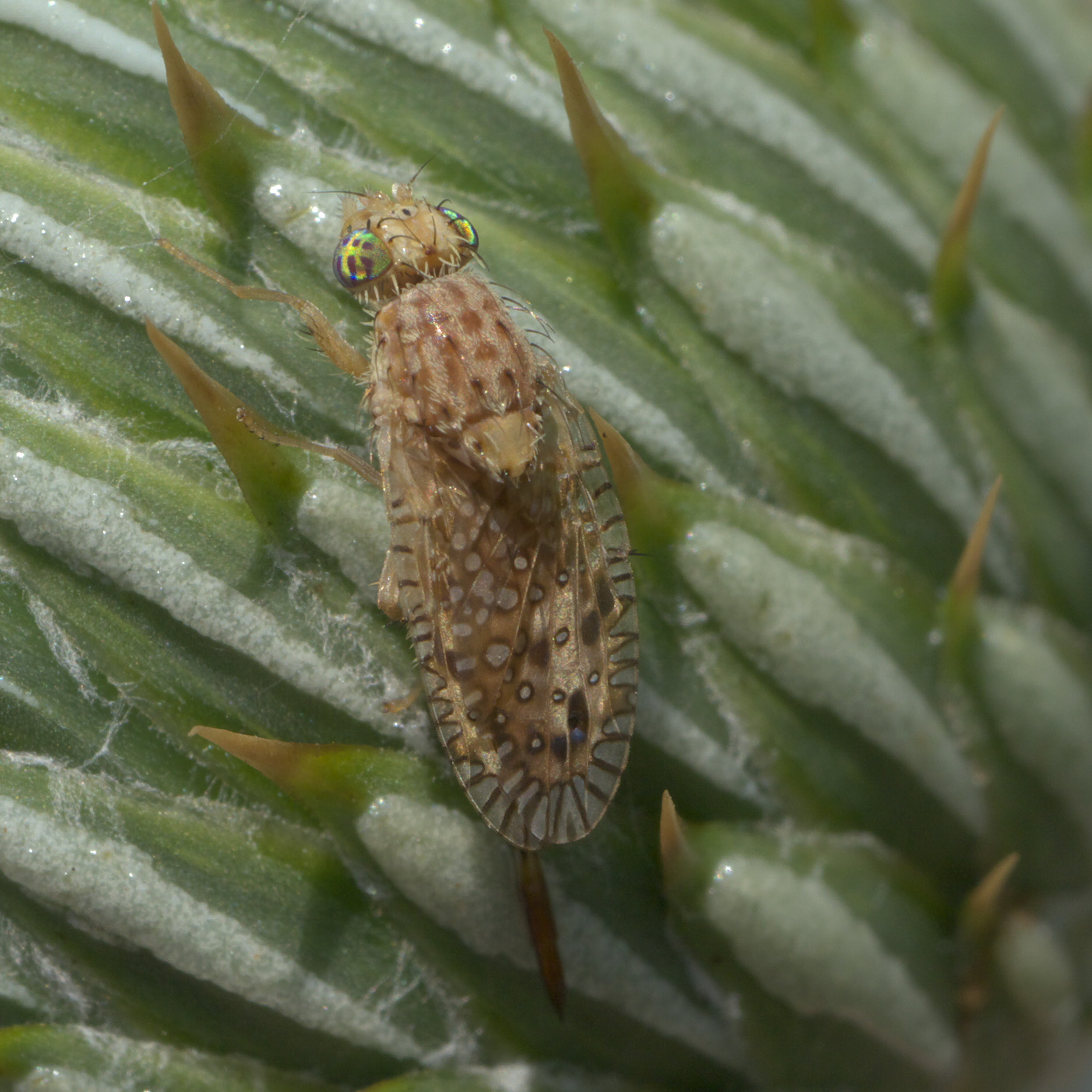

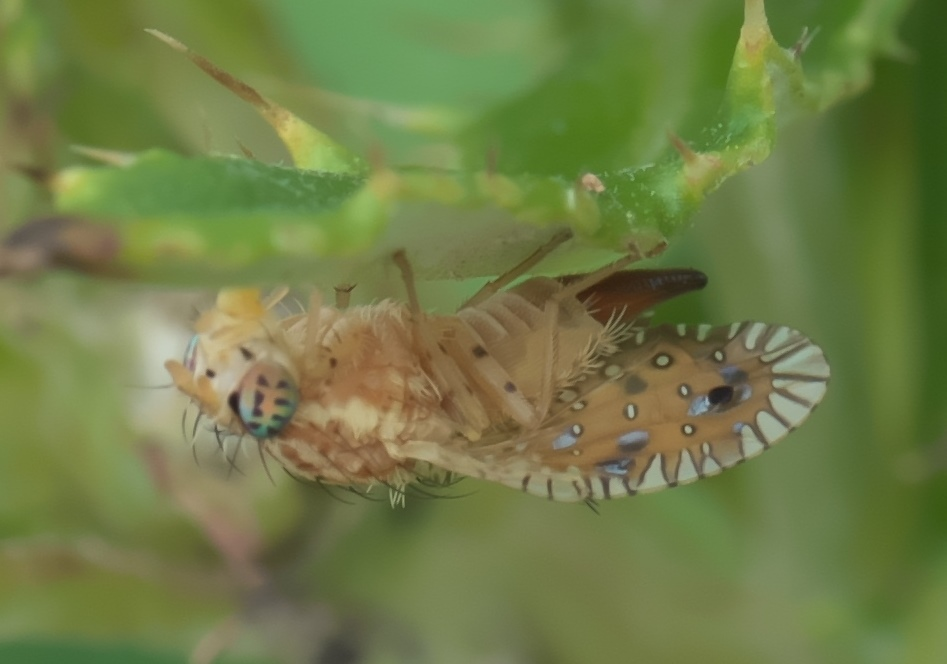

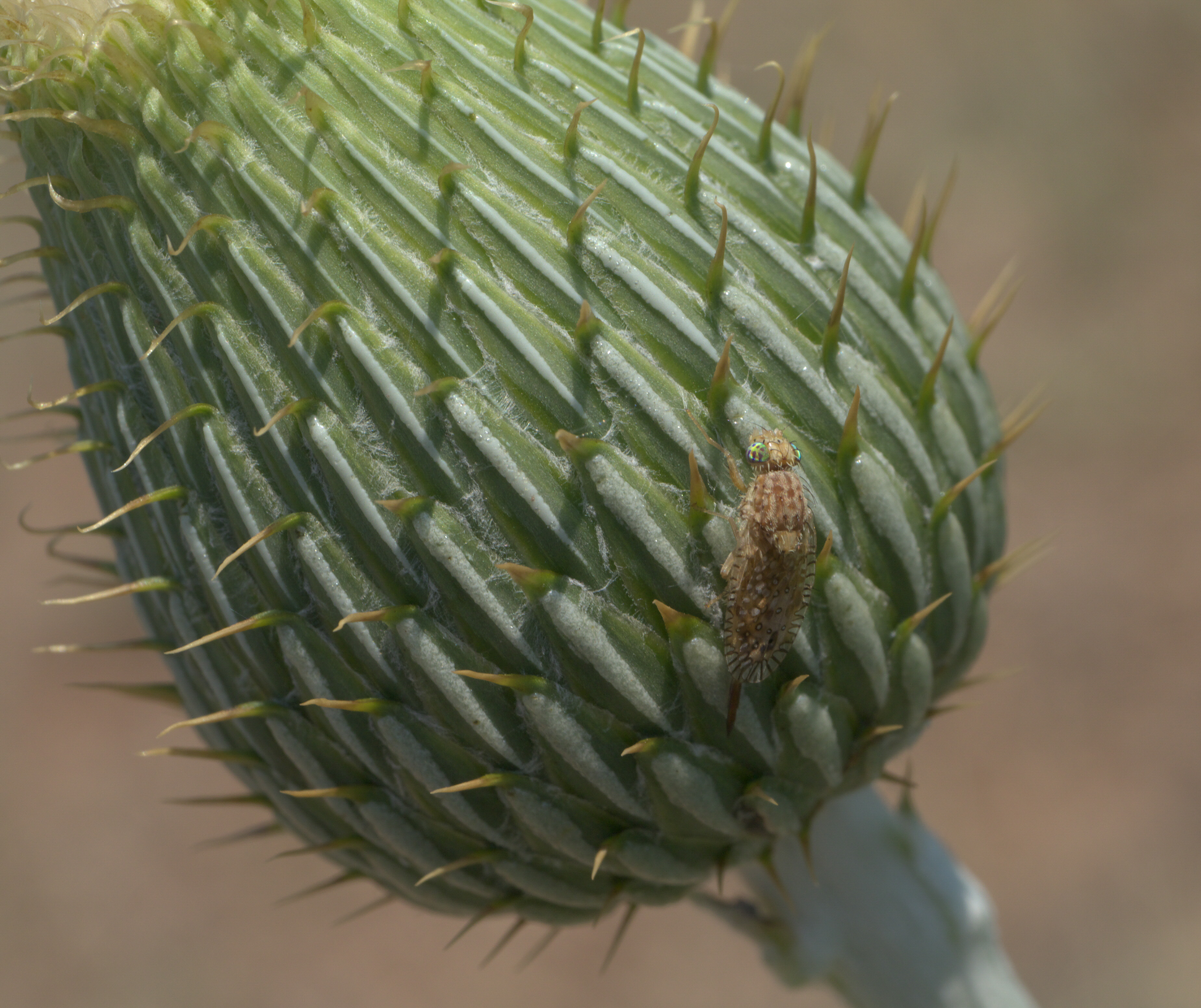

## Especies
- Paracantha australis Malloch, 1933[8]
- Paracantha culta (Wiedemann, 1830)[9]
- Paracantha cultaris (Coquillett, 1894)[10]
- Paracantha dentata Aczél, 1952[11]
- Paracantha forficula Benjamin, 1934[12]
- Paracantha genalis Malloch, 1941[2]
- Paracantha gentilis Hering, 1940[13]
- Paracantha haywardi Aczél, 1952[11]
- Paracantha multipuncta Malloch, 1941[2]
- Paracantha ruficallosa Hering, 1937[14]
- Paracantha trinotata (Foote, 1978)[6]